# Neicuo
Neicuo (kinesiska: 内厝) är en köping i sydöstra Kina. Den ligger i stadsdistriktet Xiang'an i staden Xiamen i provinsen Fujian, omkring 190 kilometer sydväst om provinshuvudstaden Fuzhou. Antalet invånare är 37 254. Befolkningen består av 18 090 kvinnor och 19 164 män. Barn under 15 år utgör 15,0 %, vuxna 15-64 år 76 %, och äldre över 65 år 7,0 %.